# Campionato costaricano di calcio
Il campionato costaricano di calcio è un insieme di tornei nazionali istituiti dalla Federación Costarricense de Fútbol (FEDEFUTBOL). Il campionato è costituito da una massima divisione (o prima divisione) detta Primera División, da una serie cadetta chiamata Segunda División o Liga de Ascenso e da una serie minore (Fútbol Aficionado) a carattere dilettantistico.

## Storia
Il campionato costaricano di calcio fu fondato il 13 giugno 1921 dalla Federación Costarricense de Fútbol. La prima stagione del torneo prese il via nello stesso anno, con la partecipazione di sette squadre: Alajuelense, Cartaginés, Herediano, La Libertad, Sociedad Gimnástica Española, Sociedad Gimnástica Limonense e La Unión de Tres Ríos. La Libertad e la Gimnástica Limonense furono protagoniste della prima partita del campionato costaricano, che si chiuse con la vittoria della Libertad per 1-0 (gol di Rafael Madrigal). Il campionato fu vinto quell'anno dall'Herediano.
Nel 1999 la federcalcio costaricana creò la UNAFUT (acronimo di Unión de Clubes de Fútbol de la Primera División), entità nata allo scopo di organizzare e amministrare il torneo di Primera División e le sue divisioni giovanili, note come Alto Rendimiento. 
Il 9 gennaio 2014 la massima divisione fu ridenominata Liga FPD.

## Struttura
| Livello | Campionato/Divisione         | Campionato/Divisione         | P/R   |
| ------- | ---------------------------- | ---------------------------- | ----- |
| 1       | Primera División 12 squadre  | Primera División 12 squadre  | · 1   |
| 2       | Segunda División 16 squadre  | Segunda División 16 squadre  | 1 · 1 |
| 3       | Fútbol Aficionado 57 squadre | Fútbol Aficionado 57 squadre |       |